# العلاقات الكندية اللاوسية
العلاقات الكندية اللاوسية هي العلاقات الثنائية التي تجمع بين كندا ولاوس.

## مقارنة بين البلدين
هذه مقارنة عامة ومرجعية للدولتين:
| وجه المقارنة                                              | كندا                     | لاوس        |
| --------------------------------------------------------- | ------------------------ | ----------- |
| المساحة (كم2)                                             | 9.98 مليون               | 236.80 ألف  |
| عدد السكان (نسمة)                                         | 35.70 مليون              | 6.86 مليون  |
| الكثافة السكانية (ن./كم²)                                 | 3.58                     | 28.97       |
| العاصمة                                                   | أوتاوا                   | فيينتيان    |
| اللغة الرسمية                                             | لغة إنجليزية، لغة فرنسية | اللغة اللاو |
| العملة                                                    | دولار كندي               | كيب لاوي    |
| الناتج المحلي الإجمالي (بليون دولار)                      | 1.65 تريليون             | 16.85 مليار |
| الناتج المحلي الإجمالي (تعادل القوة الشرائية) بليون دولار | 1.59 تريليون             | 38.71 مليار |
| الناتج المحلي الإجمالي الاسمي للفرد دولار أمريكي          | 43.25 ألف                | 1.82 ألف    |
| الناتج المحلي الإجمالي للفرد دولار أمريكي                 | 45.07 ألف                |             |
| مؤشر التنمية البشرية                                      | 0.913                    | 0.575       |
| رمز المكالمات الدولي                                      | +1                       | +856        |
| رمز الإنترنت                                              | .ca                      | .la         |
| المنطقة الزمنية                                           |                          | ت ع م+07:00 |

## منظمات دولية مشتركة
يشترك البلدان في عضوية مجموعة من المنظمات الدولية، منها:
| علم المنظمة | اسم المنظمة                        | تاريخ انضمام كندا | تاريخ انضمام لاوس |
| ----------- | ---------------------------------- | ----------------- | ----------------- |
|             | منتدى آسيان الإقليمي ‏              | ?                 | ?                 |
|             | مؤسسة التنمية الدولية              | 24 سبتمبر 1960    | 28 أكتوبر 1963    |
|             | منظمة حظر الأسلحة الكيميائية       | ?                 | ?                 |
|             | يونسكو                             | 4 نوفمبر 1946     | 9 يوليو 1951      |
|             | الأمم المتحدة                      | 9 نوفمبر 1945     | 14 ديسمبر 1955    |
|             | وكالة ضمان الاستثمار متعدد الأطراف | 12 أبريل 1988     | 5 أبريل 2000      |
|             | بنك التنمية الآسيوي                | 1966              | 1966              |
|             | البنك الدولي للإنشاء والتعمير      | 27 ديسمبر 1945    | 5 يوليو 1961      |
|             | مؤسسة التمويل الدولية              | 20 يوليو 1956     | 29 يناير 1992     |
|             | منظمة الشرطة الجنائية الدولية      | ?                 | ?                 |

## وصلات خارجية
- موقع وزارة الخارجية الكندية